# مقاطعة كولين (تكساس)

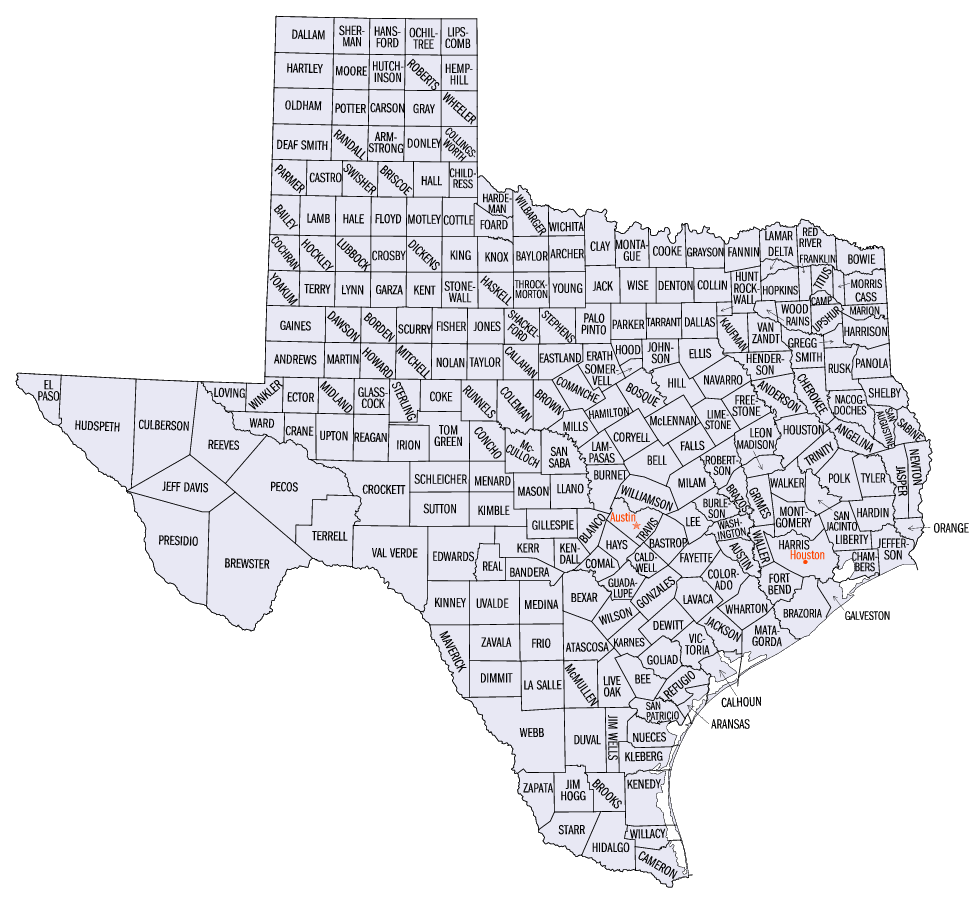
خارطة مقاطعات تكساس

مقاطعة كولين (بالإنجليزية: Collin  County)‏ هي إحدى المقاطعات في ولاية تكساس، الولايات المتحدة الأمريكية.

## أعلام
- راي روبرتس
- جوش بلايلوك
- هالي رام
- قاي ريس
- كينغ فيشر